# Keith Hudson
Keith Hudson (Kingston, 17 marzo 1946 – New York, 14 novembre 1984) è stato un produttore discografico e cantante giamaicano di musica reggae.

## Biografia
Cresciuto in una famiglia di musicisti, Hudson lavorò dapprima come dentista ma già a 14 anni iniziò ad apprendere da musicisti come Don Drummond, portando il suo trombone alle sessioni presso lo Studio One di Coxsone Dodd a Brentfoard Road, a Kingston.
Entrò nel mondo della musica nel 1968 ottenendo alcuni ritmi rocksteady dei Termites e Carl Bryan
dalla Olympic Records e registrandovi versioni cantate, come Old Broom e You Must be Popular.
Questi 45 giri, pubblicati sulle sue etichette, Imbidmts e Rebind ottennero sufficiente successo tanto da permettergli di comprare tempo di registrazione in studio per se stesso.
Nella sua prima sessione di registrazione in studio produsse la hit di Ken Boothe Old Fashioned Way, successivamente ripresa da Dennis Alcapone con Spanish Omega e U-Roy con Dynamic Fashion Way.
Nei mesi successivi lavorò con i cantanti Delroy Wilson, Alton Ellis, Bunny Gale e John Holt.
Fu uno dei primi a far incidere il deejay U Roy, nel 1969, anche se la prima registrazione di U Roy fu con Peter Tosh per Lee Perry con Earth's Rightful Ruler.
Altre produzioni di DJ comprendono numerosi brani di Dennis Alcapone e Big Youth (S 90 Skank, incisa nel 1972 e che divenne uno dei più grandi successi del DJ).
Anche se piuttosto limitato alla voce, ha registrato innumerevoli canzoni come cantante e i suoi primi album Furnace e Class and Subject mostrano il suo distintivo modo di cantare.
Nel 1974 smise di produrre altri cantanti e DJ per concentrarsi alle sue produzioni, realizzando un gran numero di strumentali e, dopo lo scarso successo del suo terzo album, Entering the Dragon, emigrò in Gran Bretagna, dove lavorò con Brent Clarke e la sua etichetta Atra e incise presso gli studi di registrazione londinesi Chalk Farm Studios con molti musicisti reggae di stanza a Londra e sovraincidendo molti suoi ritmi giamaicani.
Il primo LP a venir fuori da queste sessioni fu, nel 1975, il classico Flesh of My Skin, il suo primo disco ad uscire solo in Gran Bretagna e uno dei veri primi album reggae, piuttosto che una mera collezione di singoli.
Il disco non uscì in Giamaica, anche se qui acquisì una grossa reputazione fra i musicisti più aperti.
Il suo successivo LP inglese, Torch of Freedom, fu meno musicale con l'overdubbing che tendeva a ridurre la qualità delle tracce originali, anche se la sua pratica di far seguire ciascuna traccia vocale con la relativa versione strumentale divenne di moda tre anni dopo durante la "Showcase mania".
Nel 1975, Hudson realizzò il classico Pick a Dub, ampiamente considerato come il primo album dub deliberatamente tematico, con i brani specificamente mixati nello stile dub allo scopo di comparire insieme su di un LP.
Il disco presenta vari mix dubwise del suo We Will Work It Out, il brano base per S-90 Skank, con una fresca parte di melodica di Augustus Pablo, The Exile Song di Skiddy e Detroit e un remake di Satta Massagana e Declaration of Rights degli Abyssinians.
Mentre era in Gran-Bretagna ha firmato per Virgin ed ha pubblicato l'album Too Expensive, LP  di musica funky/soul accolto piuttosto male.
Nel 1978 si spostò negli Stati Uniti, riprendendo a collaborare con i Soul Syndicate, che lo aveva accompagnato in molte delle sue migliori registrazioni in Giamaica.
Il suo album Rasta Communication, preceduto dalla sua controparte dub, l'album Brand, fu ben accolto da un vasto pubblico ed è considerato un classico del roots reggae.
A questo seguì l'album Nuh Skin Up Dub e la sua controparte vocale From One Extreme to Another nel 1979.
Dall'inizio degli anni ottanta, era considerevolmente fuori dalle nuove tendenze della musica reggae.
Ritornò ai suoi ritmi per suo LP successivo Playing It Cool (1981), registrando nuovi brani cantati su sue vecchie registrazioni. Incise il suo ultimo LP nel 1982, Steaming Jungle.
Nel 1984, mentre stava lavorando con Aston e Carlton Barrett, che già avevano suonato in Picka A Dub e Torch of Freedom, Hudson è morto di cancro ai polmoni nel novembre dello stesso anno.

## Discografia

### Album
- 1972 - Class & Subject (Mafia)
- 1972 - Furnace (Imbidimts)
- 1974 - Pick A Dub (Mamba, Atra, Blood and Fire CD)
- 1975 - Entering The Dragon (Magnet, Trojan Records 2006)
- 1975 - Flesh Of My Skin, Blood Of My Blood (Mamba, Atra 1988)
- 1975 - Torch Of Freedom (Mamba, Atra)
- 1976 - Too Expensive (Virgin Records)
- 1977 - Brand (Joint International US, Brand UK, Pressure Sounds CD)
- 1978 - Rasta Communication (Joint International US)
- 1979 - From One Extreme To Another (Joint International US)
- 1981 - Playing It Cool, Playing It Right (Joint International US)
- 1982 - Nuh Skin Up Dub (Joint International US)
- 1982 - Steaming Jungle (Disc Disk)

### Raccolte
- 1978 - Various Artists - The Big J Of Reggae (Joint International US)
- 1988 - Keith Hudson & Various Artists - Studio Kinda Cloudy (Trojan Recors)
- Keith Hudson - Sky High & The Mau Mau Presents Keith Hudson's Greatest Hits Part 1 (Sky High)
- 1966 - Keith Hudson & Various Artists - Shades Of Hudson  (VP records)
- 2004 - Keith Hudson & Friends - The Hudson Affair (Trojan Records)